# Харрис, Марк (футболист, 1998)
Марк Харрис (англ. Mark Harris; род. 29 декабря 1998, Суонси) — валлийский футболист, нападающий клуба «Оксфорд Юнайтед». Известен также по выступлениям в клубах системы английских футбольных лиг «Ньюпорт Каунти», «Порт Вейл» и «Рексем», а также в составе национальной сборной Уэльса.

## Клубная карьера
Марк Харрис родился в 1998 году в валлийском городе Суонси и является воспитанником футбольной школы клуба «Кардифф Сити», первый контракт с клубом подписал в 2016 году.
Взрослую футбольную карьеру начал в 2017 году в основной команде того же клуба, которая в то время играла в Чемпионшипе, принял участие в 2 матчах чемпионата. Однако в основной команде молодой футболист закрепиться не смог, и в 2018 году был отдан в аренду в другой валлийский клуб «Ньюпорт Каунти», который в то время играл в Лиге 2 (3-я лига), где Харрис провёл сезон 2018—2019 годов. В 2019 году футболиста отдали в аренду в английский клуб «Порт Вэйл», который так же играл в Лиге 2.
В конце 2019 футболиста отдали в аренду в клуб Национальной лиги (5-я лига) «Рексем», в котором он играл до конца сезона 2019—2020 годов.
В 2020 году Харрис вернулся в клуб «Кардифф Сити». В первом после возвращения сезоне принял участие в 17 матчах чемпионата в которых забил три мяча. В следующем сезоне принял участие в 34 матчах сезона, забил 4 мяча.
11 июля 2023 года Харрис присоединился к клубу «Оксфорд Юнайтед».

## Выступления за сборные
В 2014 году дебютировал в составе юношеской сборной Уэльса, на юношеском уровне играл до 2017 года, и принял участие в 10 играх, отличившись 2 забитыми мячами.
В течение 2017—2020 годов привлекался к составу молодежной сборной Уэльса. На молодёжном уровне сыграл в 19 матчах, забил 3 гола.
В 2021 году дебютировал в составе национальной сборной Уэльса.
В 2022 году попал в заявку национальной сборной для участия в чемпионате мира 2022 года в Катаре, на турнире на поле не выходил.